# سان مارتینو سیکوماریو
سان مارتینو سیکوماریو (به ایتالیایی: San Martino Siccomario) یک کومونه در ایتالیا است که در استان پاویا واقع شده‌است. سان مارتینو سیکوماریو ۱۴٫۳ کیلومتر مربع مساحت و ۶٬۰۳۶ نفر جمعیت دارد و ۶۳ متر بالاتر از سطح دریا واقع شده‌است.